# Titularbistum Tusuros
Das Bistum Tusuros (italienisch diocesi di Tusuro, lateinisch Dioecesis Tusuritana) ist ein Titularbistum der römisch-katholischen Kirche. 
Es geht zurück auf ein ehemaliges Bistum in der antiken Stadt Tusuros in der römischen Provinz Byzacena bzw. Africa proconsularis in der Sahelregion von Tunesien, das heutige Tozeur.
| Titularbischöfe von Tusuros |                                                    |                                                                 |                  |                   |
| Nr.                         | Name                                               | Amt                                                             | von              | bis               |
| 1                           | Joseph Leon Cardijn Titularerzbischof pro hac vice | Begründer der internationalen Christlichen Arbeiterjugend (CAJ) | 15. Februar 1965 | 22. Februar 1965  |
| 2                           | Giovanni Benelli Titularerzbischof pro hac vice    | Kurienerzbischof                                                | 11. Juni 1966    | 3. Juni 1977      |
| 3                           | Thomas Cajetan Kelly OP                            | Weihbischof in Washington (USA)                                 | 12. Juni 1977    | 28. Dezember 1981 |
| 4                           | Paul Lanneau                                       | Weihbischof in Mecheln-Brüssel (Belgien)                        | 14. Februar 1982 | 26. Januar 2017   |
| 5                           | Amilton Manoel da Silva CP                         | Weihbischof in Curitiba (Brasilien)                             | 7. Juni 2017     | 6. Mai 2020       |